# Cathédrale Saint-Vincent-de-Paul de Tunis
La cathédrale Saint-Vincent-de-Paul de Tunis, officiellement appelée cathédrale Saint-Vincent-de-Paul et Sainte-Olive (arabe : كاتدرائية القديس فنسون دو بول و القديسة أوليفيا بتونس) ou simplement cathédrale de Tunis, est la cathédrale de rite catholique de la ville de Tunis (Tunisie).
Construite entre 1893 et 1897, elle porte le nom de saint Vincent de Paul, le fameux fondateur des lazaristes et des filles de la charité et qui fut — alors qu'il était jeune prêtre — capturé puis vendu comme esclave à Tunis au tout début du XVIIe siècle. La cathédrale est également placée sous le patronage de sainte Olive de Palerme, martyre morte à Tunis au Ve siècle.

## Histoire
La cathédrale remplace le plus ancien monument chrétien de la ville, la chapelle qu'avait construite le père Jean Le Vacher en 1650 et dont l'autel était surmonté d'une statue du bienheureux Antoine Neyrot. Autour de la chapelle s'étendait un cimetière chrétien, l'un des plus anciens de Tunis.
Elle succède à une pro-cathédrale — la cathédrale du diocèse étant à Carthage — située un peu plus bas sur l'avenue de la Marine et dont le cardinal Lavigerie pose la première pierre le 7 novembre 1881. Construite en quelques mois sans tenir compte de la nature du terrain, cette première cathédrale s'était dégradée rapidement.
Le cardinal Lavigerie pose la première pierre de la nouvelle cathédrale le 19 mai 1890, au lendemain de la consécration de la cathédrale de Carthage. Les travaux ne commencent toutefois que le 1er septembre 1892. La construction emploie continuellement, pendant cinq ans, 60 à 70 carriers à Djebel Oust et 140 à 150 ouvriers.
Faute de moyens financiers pour achever les tours, la nouvelle cathédrale est inaugurée à Noël 1897 comme étant la cocathédrale de l'archidiocèse de Carthage avec des clochers provisoires en bois. Les deux tours sont achevées en 1910 par l'architecte Louis Queyrel.
En 1997, la cathédrale fait l'objet de nombreux travaux de réhabilitation qui incluent la restauration de la façade, la réparation des toitures et des murs ainsi que la remise en état de l'orgue considéré comme l'un des plus anciens d'Afrique.
En 1998, le pape Jean-Paul II, en visite en Tunisie, est accueilli dans la cathédrale.

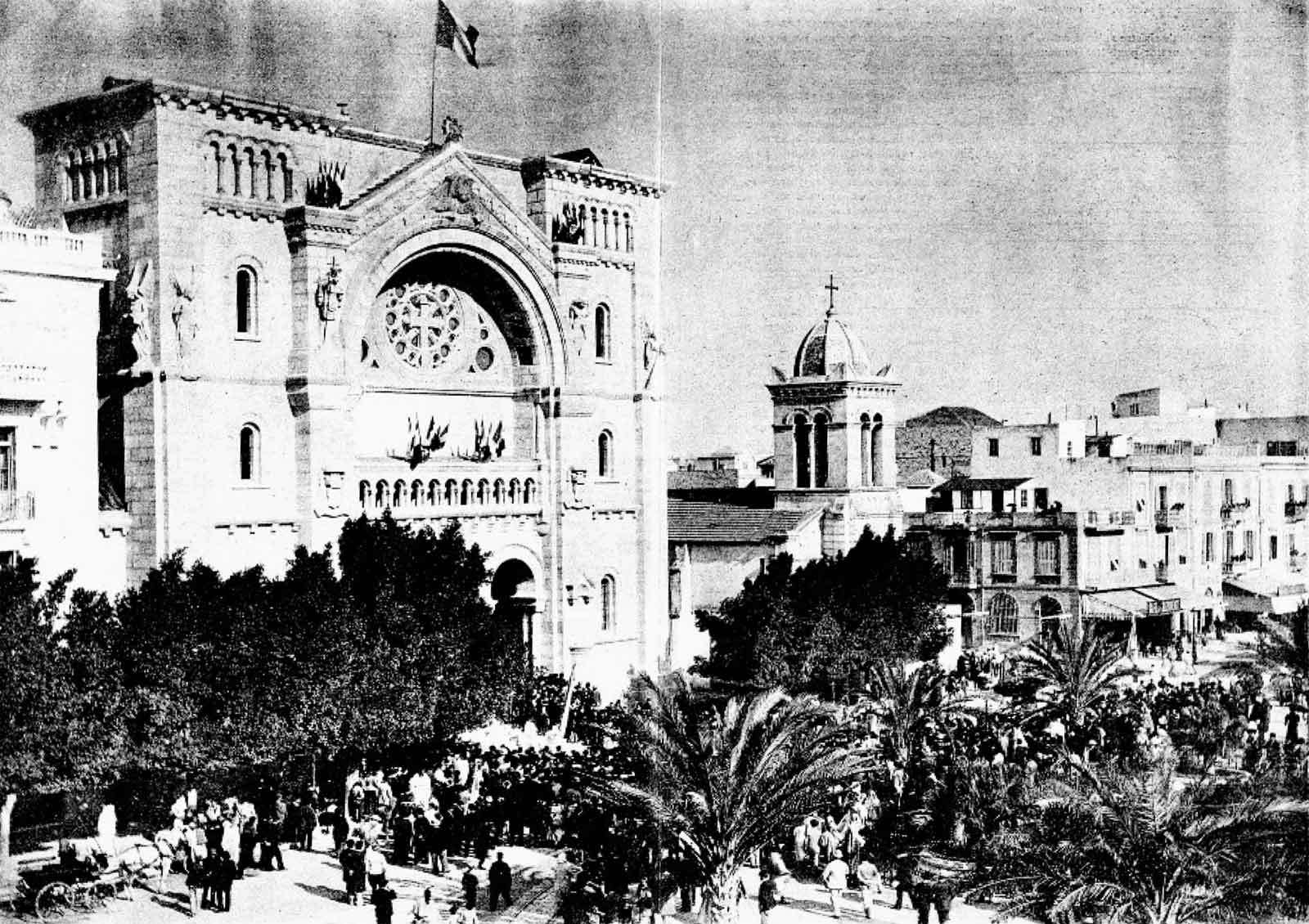
Inauguration de la nouvelle cathédrale encore en chantier.
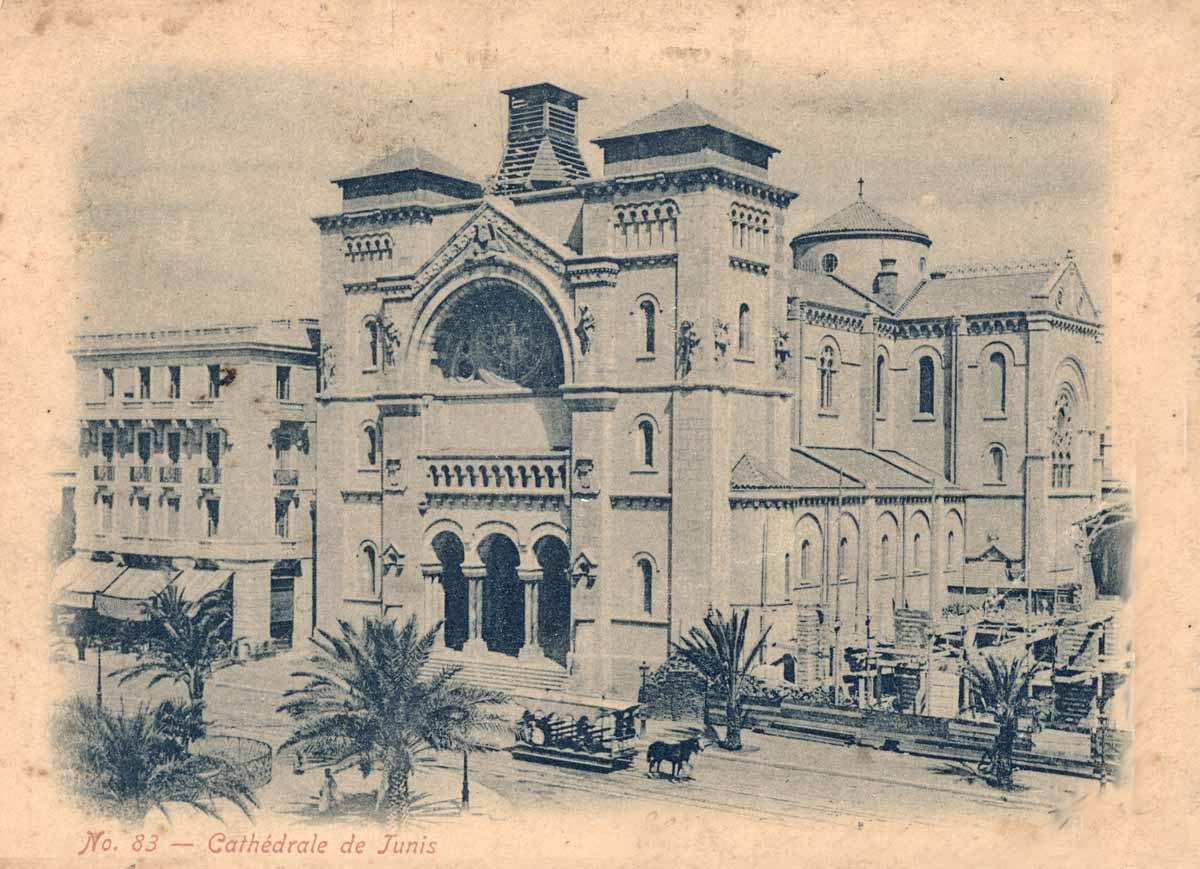
Vue de la cathédrale vers 1897.
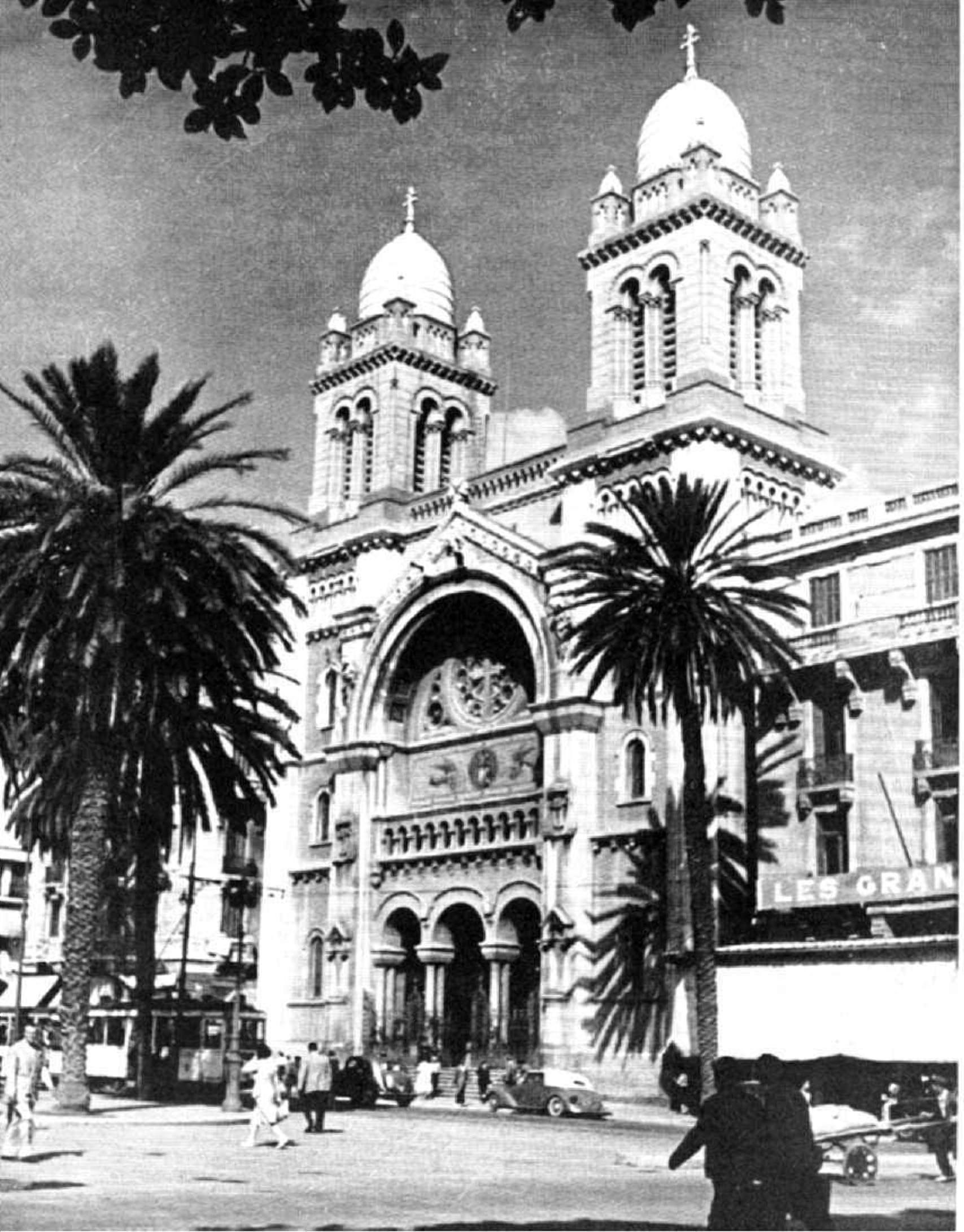
Vue de la cathédrale dans les années 1945-1950.

## Architecture
La cathédrale actuelle se situe sur la place de l'Indépendance, carrefour entre l'avenue Habib-Bourguiba et l'avenue de France, face à l'ambassade de France. Elle est bâtie dans un style romano-byzantin.
Les plans sont élaborés par l'architecte Bonnet-Labranche : une croix latine pourvue d'un transept peu débordant.
La façade est divisée en trois parties : une travée centrale, dont la décoration évoque l'église Saint-Augustin à Paris, et deux tours. Les tours sont de plan carré et couronnées par des dômes en forme de tiare qui rappellent ceux de la Basilique du Sacré-Cœur de Montmartre.

Extérieur de la cathédrale
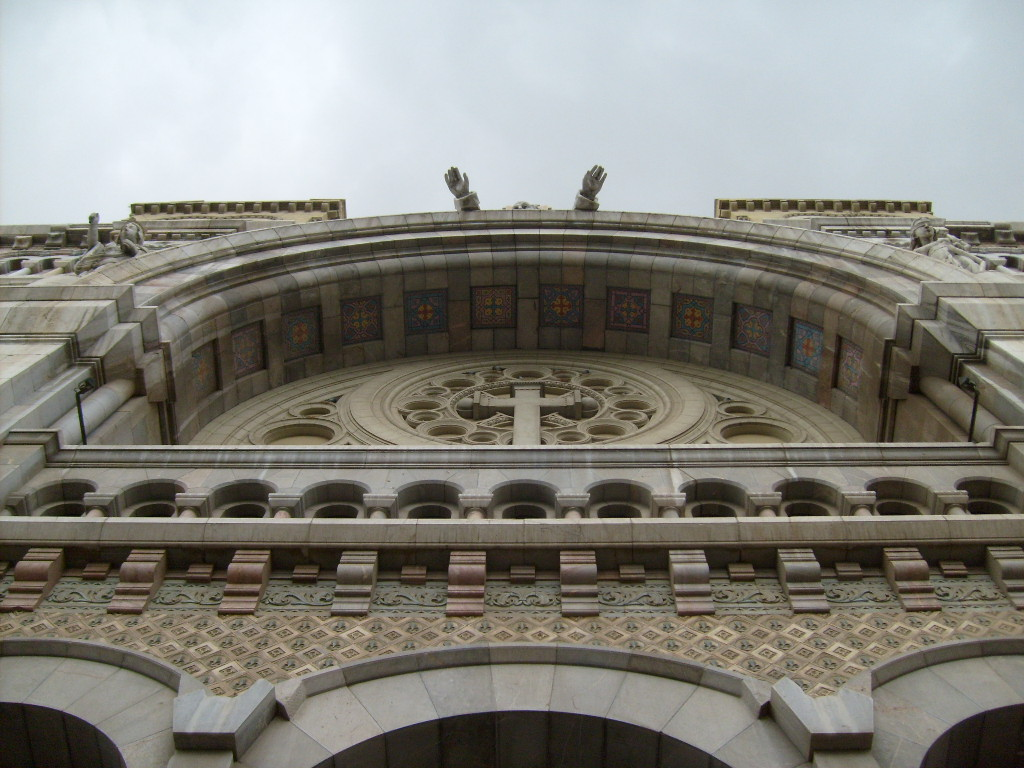
Façade inférieure du bâtiment.
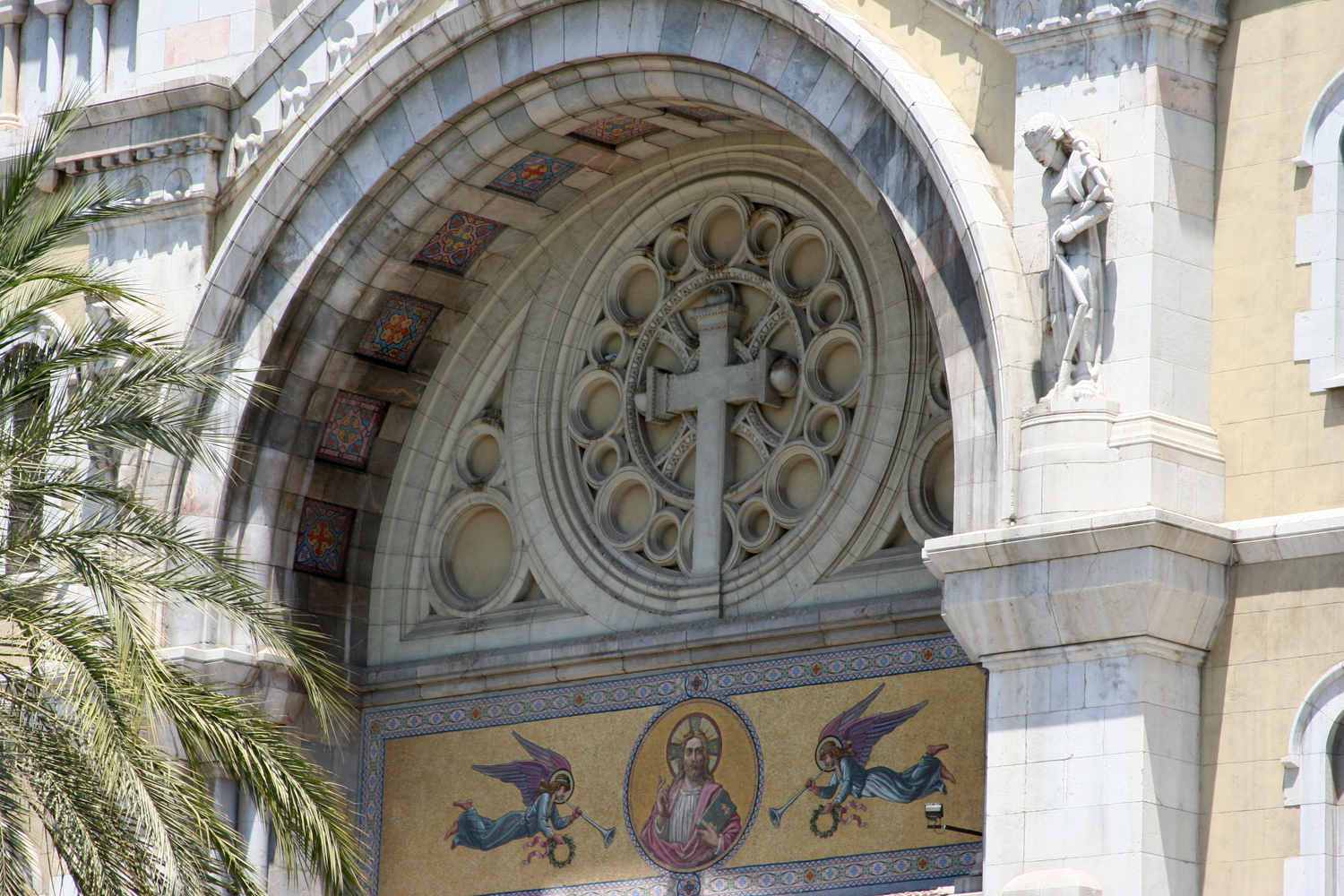
Détails du fronton.
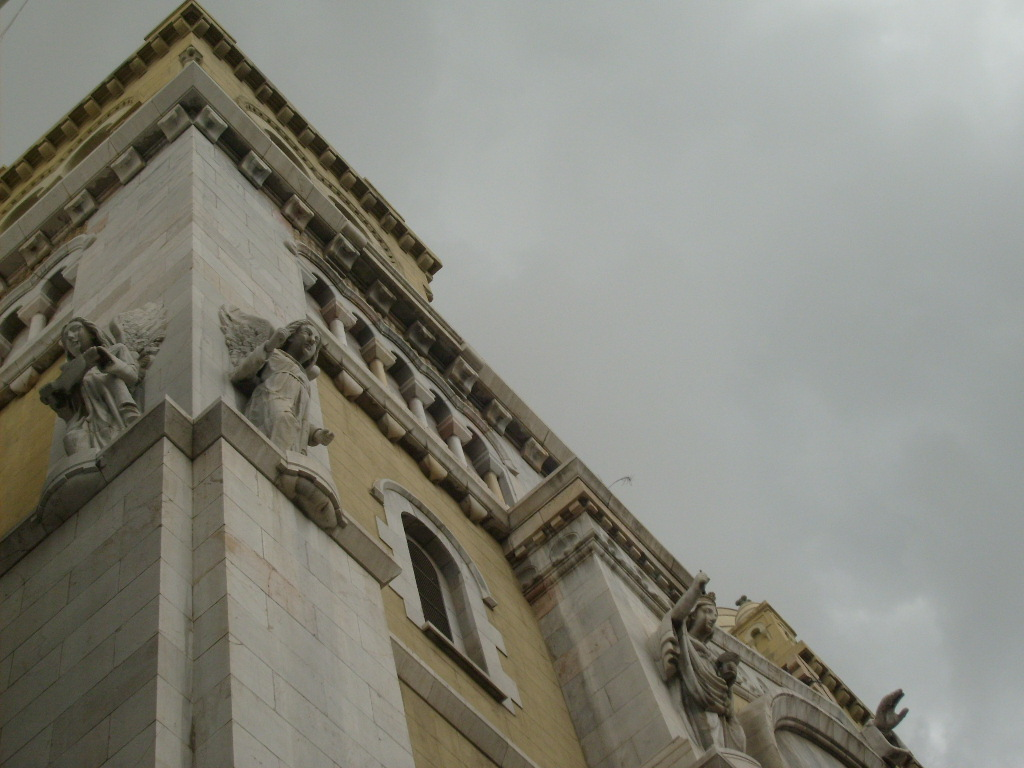
Statues ornant la façade.
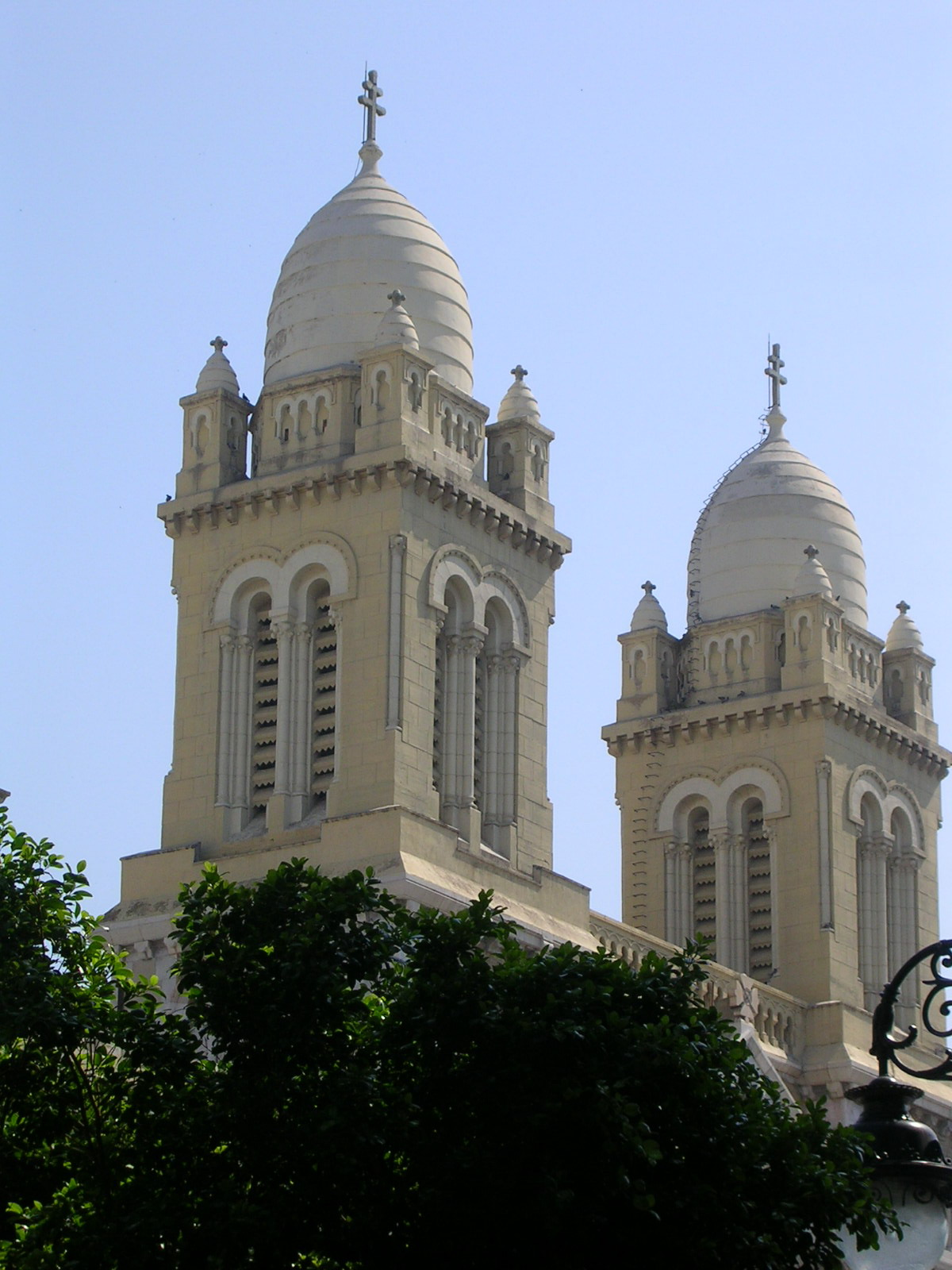
Tours de la cathédrale.

La fresque située au-dessus du chœur est l'œuvre du peintre français Georges-Jean Lemare. Elle est exécutée de 1928 à 1930 et représente trois idées au sein d'une même surface : à gauche, l'arrivée du père Jean Le Vacher en Tunisie pour plaidoyer en faveur des esclaves auprès du bey de Tunis au cours du XVIIe siècle ; à droite, la Tunisie du début du XXe siècle ; au centre, l'apothéose de saint-Vincent-de-Paul.

Intérieur de la cathédrale
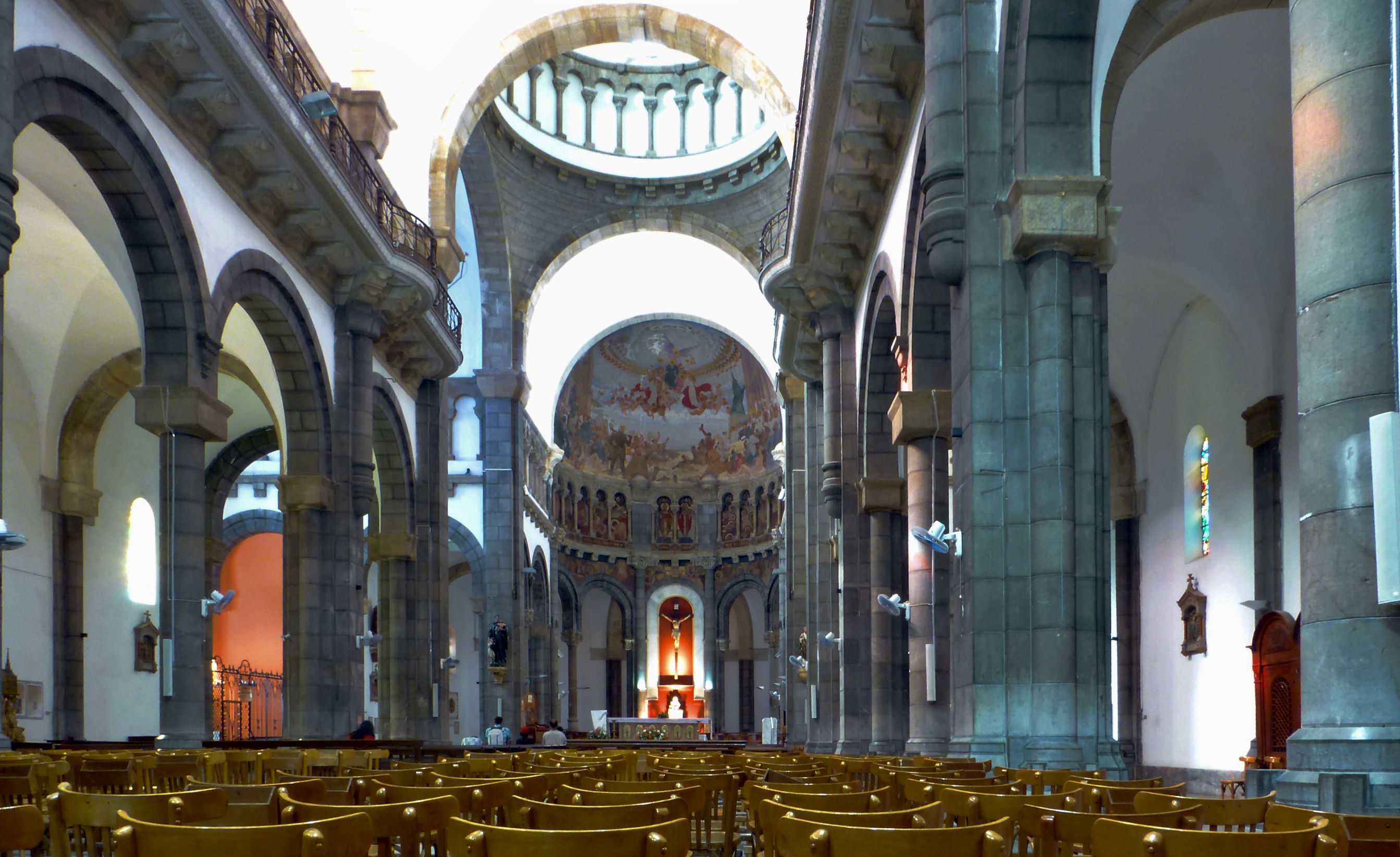
Vue générale en direction du chœur.
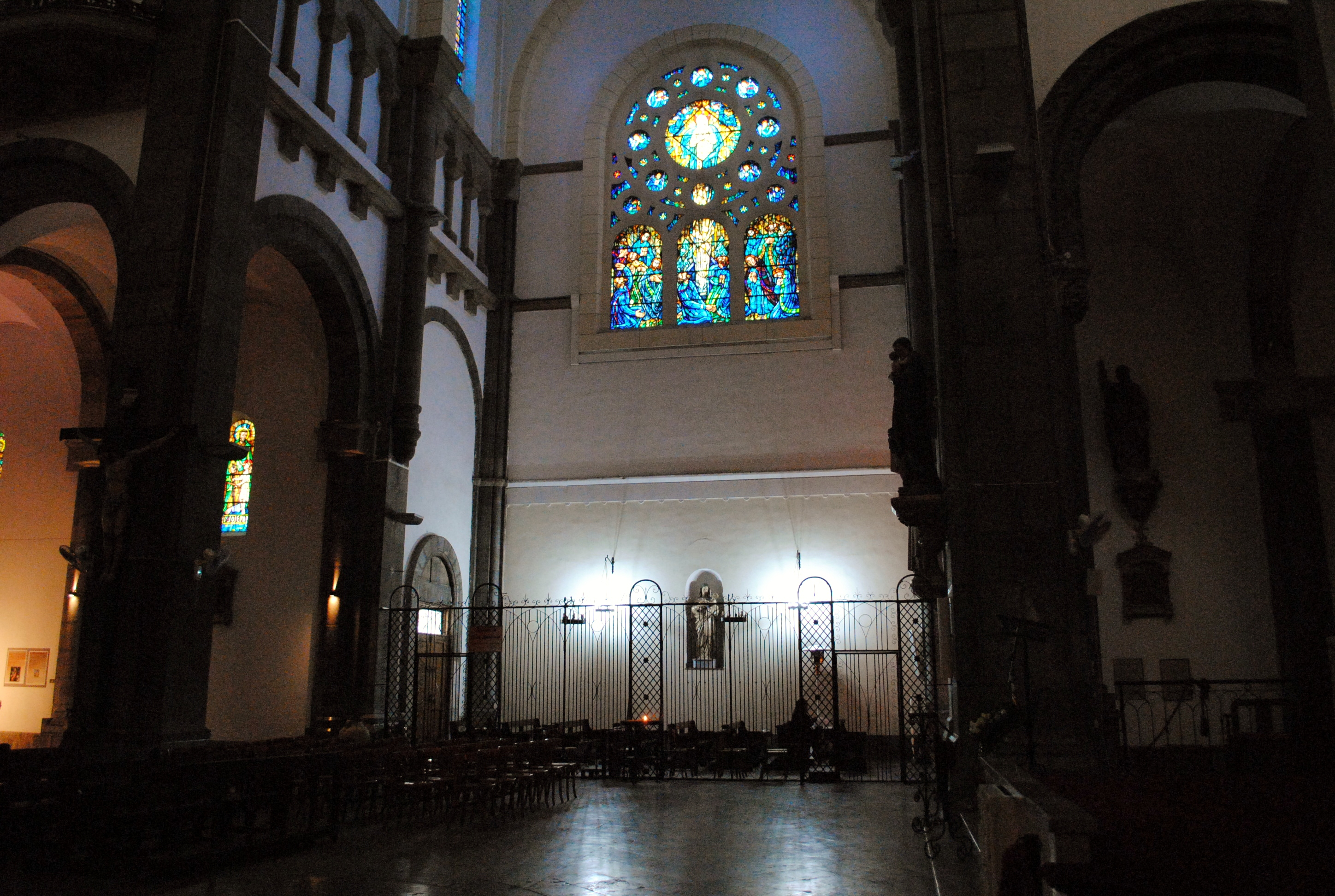
Vue du transept.
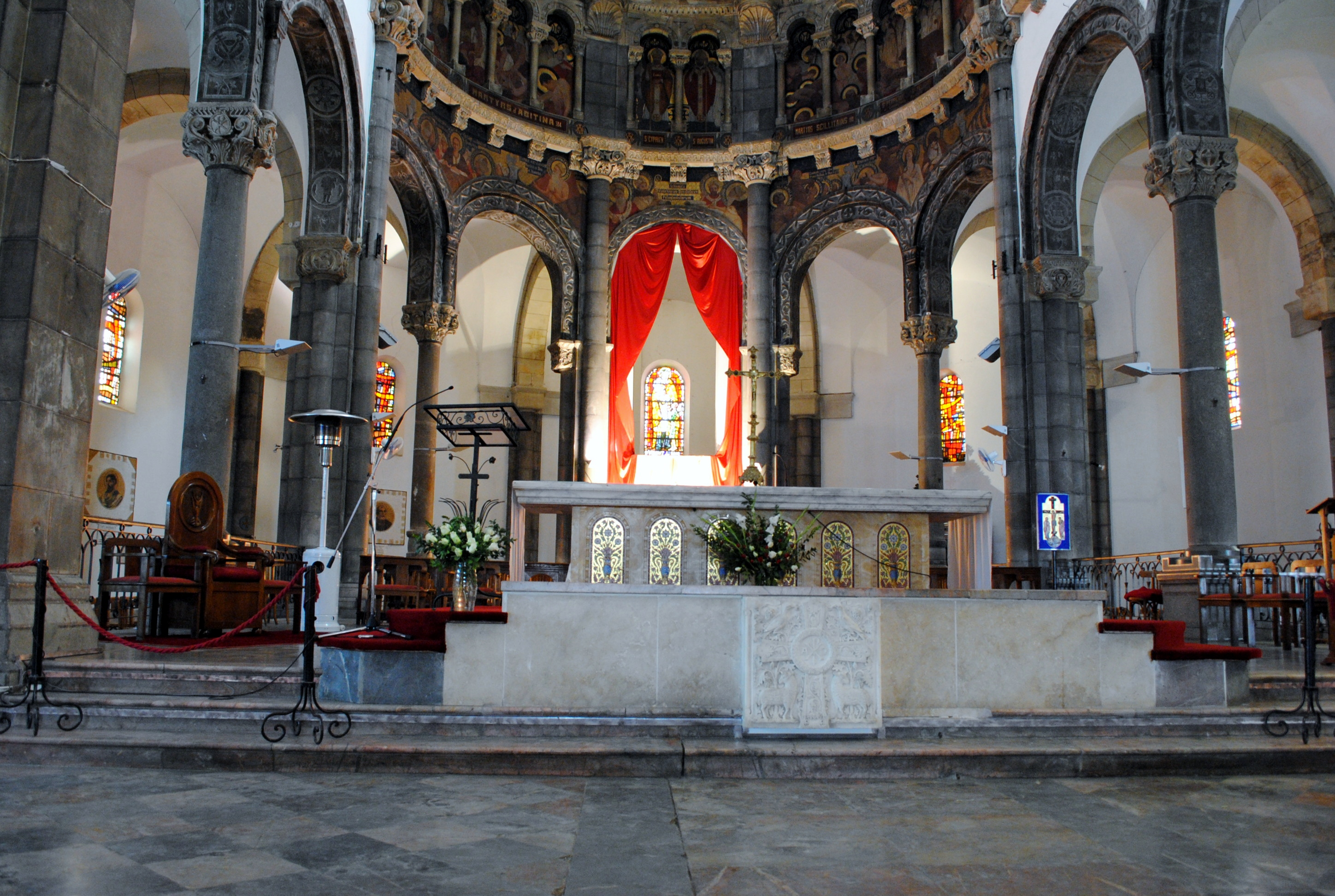
Vue de l'autel.
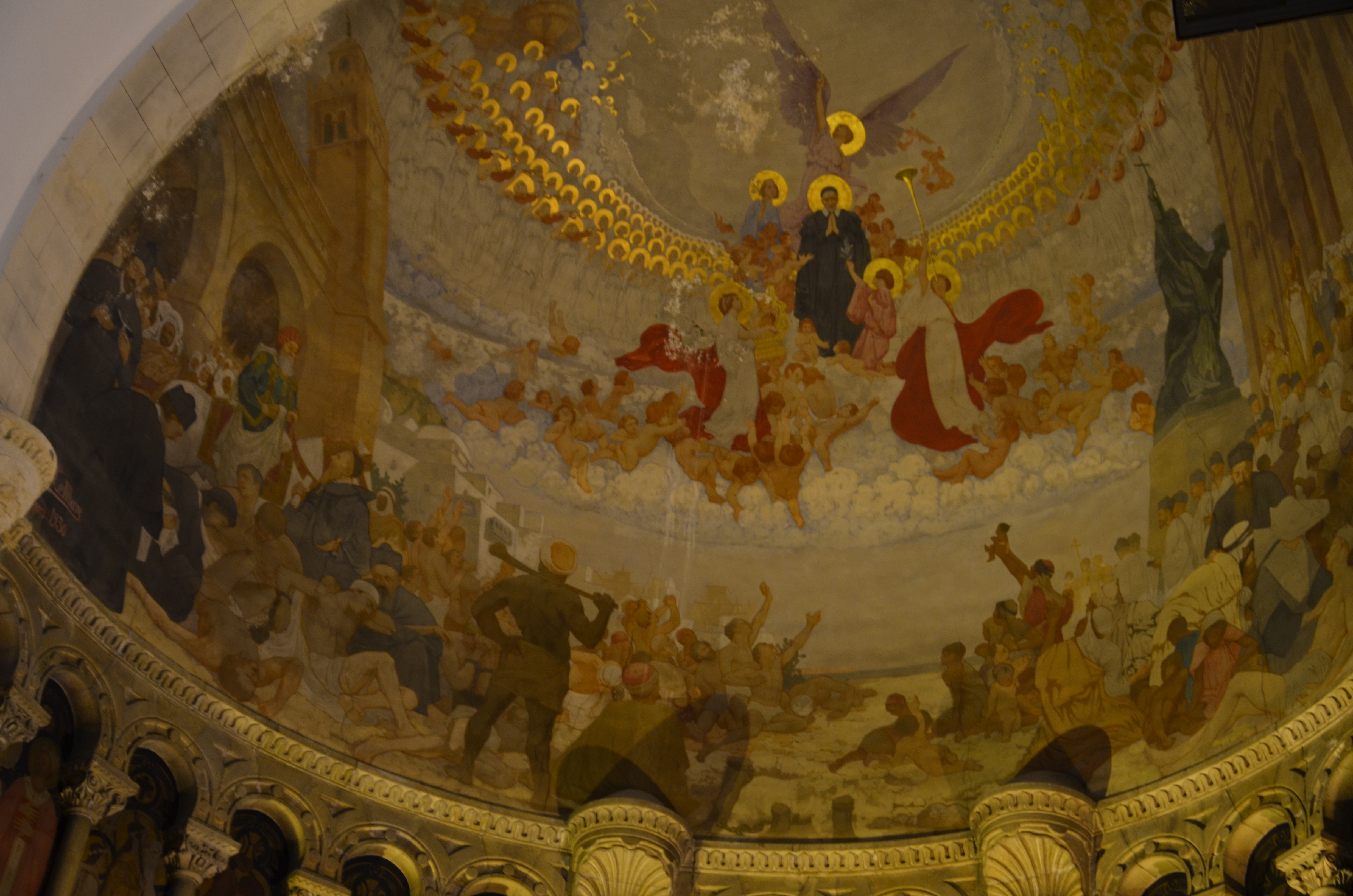
Fresque de la cathédrale.

Sous la cathédrale est préservée une crypte qui s'étend sous toute l'étendue de l'abside. Les murailles sont couvertes de plaques funéraires et des tombeaux anciens se dressent encore à l'intérieur.

## Cœur de l'archidiocèse
Un modus vivendi conclu entre la République tunisienne et le Saint-Siège en 1964, au lendemain de l'indépendance de la Tunisie, fait d'elle une propriété de l'Église catholique, avec quelques autres lieux de culte et un immeuble, alors que tous les autres biens de l'Église sont confisqués et nationalisés. Cet accord est toujours en vigueur.
Elle abrite par ailleurs le siège de l'archidiocèse de Tunis. Après Mgr Maroun Lahham, d'origine jordanienne, l'archevêque actuel est Mgr Ilario Antoniazzi, de nationalité italienne.

## Curés de la paroisse

### Curés de la cathédrale (vicariat apostolique)
- Abbé Spiridion Polomeni (1882-1884)[5]

### Curé-doyens de la pro-cathédrale (archidiocèse de Carthage)
- Mgr Jules-Étienne Gazaniol (1884-1890)[5].

### Curé-doyens de la co-cathédrale (archidiocèse de Carthage)
- Mgr Jules-Étienne Gazaniol (1890-1897) ;
- Mgr François Bombard (1897-1900) ;
- Mgr Jean-Marie Raoul (1900-1924) ;
- Mgr Émile Bayonne (1924-1934) ;
- Mgr Pierre Rouvelet (1934-1941) ;
- Mgr Hervé Bazin (1941-1947) ;
- Mgr Guy Champenois (1947-1964)[5].

### Curés de la cathédrale (prélature, diocèse puis archidiocèse de Tunis)
- Abbé Louis Soudun (1964-1967) ;
- Abbé Paul Ménassian (1967-1970) ;
- Abbé Guy Locano (1970-1975) ;
- vacant (1975-1977) ;
- Abbé Michel Prignot (Mission de France ; 1977-2003) ;
- Père Eugenio Elias IVE (2003-2009) ;
- Père Sergeo Perez IVE (2009-2018) ;
- vacant (depuis 2018, père Silvio Moreno IVE comme administrateur paroissial)[5].